# Kahlenberg (Wutha-Farnroda)
Kahlenberg ist ein Ortsteil der Gemeinde Wutha-Farnroda in Westthüringen.

## Lage
Der Ortsteil mit 360 Einwohnern liegt auf einer Höhe von etwa 250 bis 270 Metern und erstreckt sich als Waldhufensiedlung am rechten Ufer der Hörsel über eine Länge von etwa 2,7 Kilometer.

## Geschichte
Die Ersterwähnung Kahlenbergs erfolgte 1133. Als Lehensinhaber des Klosters Fulda bestimmten die Herren von Wangenheim über Jahrhunderte das Geschehen im Ort.
Die Wangenheimer hatten sich seit dem 13. Jahrhundert von ihrem Stammsitz im Nessetal auch auf die westlich und südlich angrenzenden Gebiete des Emsetales und mittleren Hörseltales ausgebreitet. Der zum Wintersteiner Amts- und Gerichtsbezirk zusammengefasste Wangenheimer Besitz (Wangenheimsches Gericht) umfasste sechs Waldhufendörfer, es waren neben Kahlenberg: Schloss und Dorf Winterstein, die Dörfer Kälberfeld, Schönau, Deubach und Sondra.
Weitere Rechte und Besitzungen gab es in Fischbach, Sättelstädt, Wolfsbehringen und Oesterbehringen sowie die Höfe Heßwinkel und Hütscheroda.
Die von ihnen im Thüringer Erbfolgekrieg errichtete Burg Kahlenberg hatte nur kurze Zeit Bestand, ihre genaue Lage ist in Vergessenheit geraten. Die Geländetopographie am Fuß der Hörselberge verhinderte zunächst die Herausbildung eines Ortszentrums, die kaum mehr als 12 Höfe umfassende Siedlung lag auf dem Hochufer der Hörsel, wobei die einzelnen Höfe isoliert oder in Gruppen im Abstand von 200 bis 300 m standen. Am Seehof kreuzte eine Altstraße das Hörseltal mit der Via Regia und bot eine Straßenverbindung über den Burbacher Pass in das Nessetal bei Wenigenlupnitz beziehungsweise am Rehberg und der Burgstelle Wittgenstein vorbei in das Erbstromtal.
Innerfamiliäre Teilungen, Erbschaften und Verpfändungen hinterließen eine Vielzahl von Urkunden, die im 19. Jahrhundert Grundlage für eine umfangreiche Familienchronik der Wangenheimer waren.
Die Lebensverhältnisse im Dorf Kahlenberg um 1775 beschreibt Johann Georg August Galletti als Gothaer Historiograph in seiner Geschichte und Beschreibung des Herzogthums Gotha:
Die Einwohner naehren sich theils vom Ackerbau, theils von Tageloehnerarbeit. Die Gemeinde besitzt auch die Braugerechtigkeit, welche die Einwohner nach der Reihe ausueben. Auch der Pergschlag gehoert ihnen. An Wasser fehlt es sehr, denn es sind nur wenige Brunnen vorhanden, und das Wasser muß daher mit vieler Muehe und Unbequemlichkeit aus der Hoersel auf den Berg geschafft werden. Die Einwohner machen aus dem vienen Obste, welches die auf den Wiesen und im Felde stehenden Baeume tragen, den bekannten Eßig, der, wegen seiner Guete, oft fuer Weineßig verkauft wird. Es befinden sich aber auch einige Leineweber, 1 Maurer und ein Zimmermann unter ihnen. Die Einwohner sind nach Schoenau eingepfarrt.
Auf Grund von Erbteilungen und Verkäufen war der ursprüngliche Siedlungsbestand von 12 Gehöften in der Mitte des 18. Jahrhunderts auf insgesamt 27 namentlich bekannte Höfe (das „Schwarzengut“ sowie Seehof, Eckhof, Waldhof, Rehhof, Backhaushof) und Häuser angewachsen. Aus statistischen Datenreihen ergibt sich folgende Entwicklung der Einwohnerzahl:
| - 1585: 31 - 1758: 83 - 1780: 111 - 1796: 11? | - 1817: 132 - 1852: 160 - 1880: 170 - 1898: 147 | - 1916: 139 - 1927: 201 - 1933: 237 |

Im Dreißigjährigen Krieg wurde Kahlenberg 1625 von Wallensteins Reitern überfallen, es folgten schwedische Reiter und 1628 die Kroaten, die fast das halbe Dorf niederbrannten. Ein im Ort als „das schwarze Haus“ bekanntes und abgelegenes Gebäude wurde von den Dorfbewohnern als Genesungs- oder Sterbeort bei Pest und anderen Seuchen benutzt.
Die erste Hörselbrücke wurde 1856 am Rehhof errichtet, zuvor nutzte man Furtstellen in der Hörsel, was im Winter oft problematisch war. Der „Pfarrsteg“ war als Holzsteg nur für Fußgänger bestimmt und diente auch den Schulkindern als sicher Flussübergang. Die Brücke am Seehof zum Rehhof wurde 1955 erneuert. Die bereits 100-jährige Brücke am Bahnübergang bei Schönau wurde 1956 vom Hochwasser vernichtet, der Nachfolgebau wurde 1961 ebenso zerstört. Die letzte, 1962 eingeweihte Brücke war bisher allen Naturkatastrophen gewachsen.
14 Bauern in Kahlenberg hatten nach dem Zweiten Weltkrieg eine landwirtschaftliche Nutzfläche von mehr als 10 Hektar im Besitz, die Mehrzahl der Kahlenberger war als Nebenerwerbslandwirte tätig.
Am 14. September 1958 wurde die LPG Hörselberg gegründet. Eine Maschinen-Traktoren-Station sollte die landwirtschaftlichen Maschinen warten und die genossenschaftliche Verwendung garantieren. Am 1. Januar 1960 wurde die LPG Typ III Edwin Hörnle in Kahlenberg gegründet, am Seehof entstanden Rinderställe und eine Scheune.
Der bedeutendste Hof im Ort war der Waldhof, er wurde 1917 von dem Vorfahren des heutigen Besitzers, dem Domänenpächter Bernhard Schnorr erworben. Im Gehöft waren ab 1960 jährlich bis zu 40 Milchkühe untergebracht. Seit 1990 wurde der Waldhof als Bio-Bauernhof und mit dem angrenzenden Reiterhof Zapfengrund zum Mittelpunkt des Ortes.
Mit dem Bau der Wohnsiedlung „Auf der Hutweide“ wurde im August 1993 begonnen. In der überwiegend aus Reihenhäusern gestalteten Wohnanlage leben etwa 160 Einwohner – mehr als die Hälfte der Kahlenberger sind somit „Neubürger“.
Im Juni 1998 wurde das Dorf zum lebenden Museum – für die 750-Jahr-Feier wurden alte Handwerksbräuche und -techniken vorgeführt, es gab Chortreffen und Musikveranstaltungen sowie Vorführungen der ortsansässigen Vereine von Wutha-Farnroda.
Die noch landwirtschaftlich geprägte Ortslage mit vielen Nebenerwerbs-Bauernhöfen, einigen denkmalgeschützten Fachwerkhäusern aus dem 18. und 19. Jahrhundert und der Wohnsiedlung gilt insgesamt als eine verkehrsberuhigte Zone ohne mehrspurige Durchgangsstraße. Die im Frühjahr 2010 rückgebaute Trasse der Bundesautobahn 4 wird renaturiert.
Am westlichen Ortsrand von Kahlenberg befindet sich der Stammsitz des Kosmetik-Produkteherstellers Herbacin und das weitläufige Gelände des ehemaligen Landschulheims Elisabethenhöhe aus den 1930er Jahren, hier wurde eine moderne Betreuungseinrichtung für behinderte Menschen unter Trägerschaft des Diakonie-Verbundes Eisenach geschaffen. Eine ortsansässige Modellbauwerkstatt hat sich auf den Formenbau spezialisiert.
Im Ort lebt und arbeitet die Keramikerin Barbara Grusser, sie hat sich in den 1980er Jahren mit liebevoll gestalten Tierfiguren bei Sammlern in der Region einen Namen gemacht und erhielt mehrfach Gelegenheit ihre Werke im Thüringer Museum zu präsentieren.

## Sehenswürdigkeiten
- Das am Aufstieg zum Großen Hörselberg befindliche Jesusbrünnlein erinnert an die Zeit der Hirten und Schäfer, die einst die Fluren der Gemeinde mit ihren Herden durchwanderten.
- Touristische Bedeutung besitzt der Ort als Ausgangspunkt für Wandertouren auf die Hörselberge oder in den Thüringer Wald. Der am Eingang des Zapfengrund gelegene gleichnamige Bio-Bauernhof mit Reitstall besitzt auch ein Heuhotel als Übernachtungsangebot.
- Der Kräutersonntag (Anfang Juni) ist ein Höhepunkt im Jahresverlauf, an der sogenannten Apothekenwiese am Ende des Zapfengrundes findet alljährlich ein Gottesdienst statt. Das Sammeln von Heilkräutern für medizinische Zwecke hat in der Region eine lange Tradition.

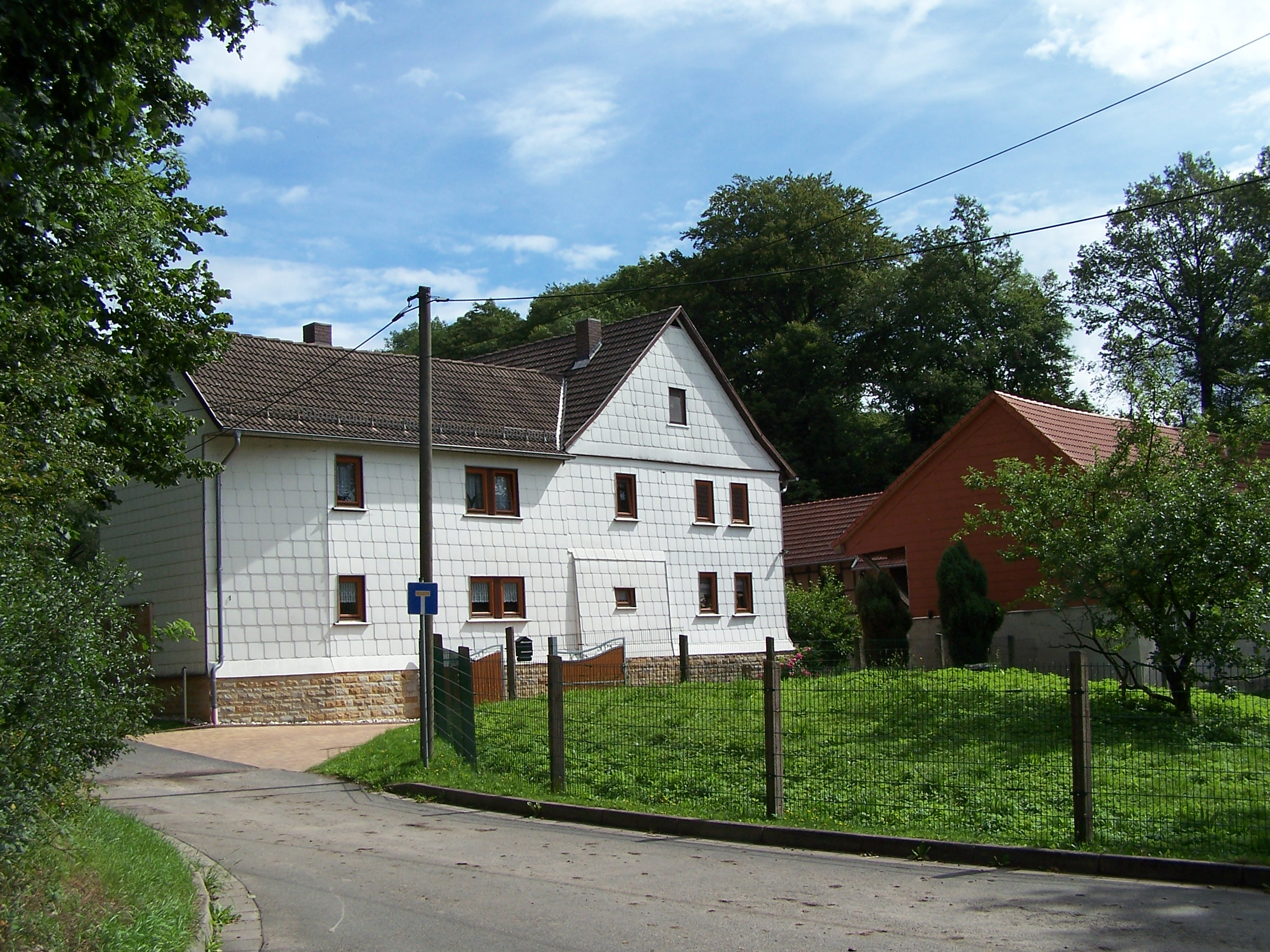
Der Eckhof
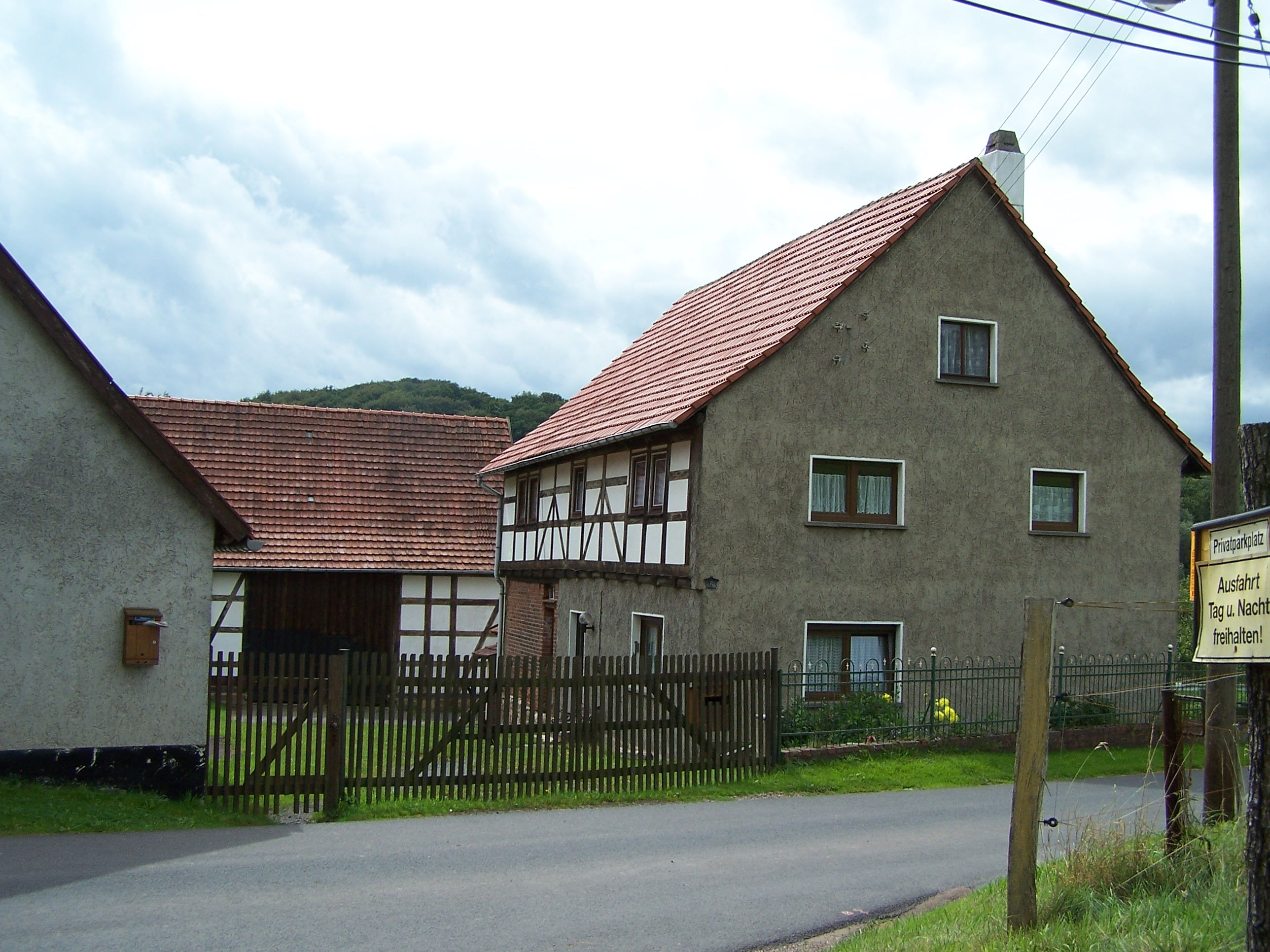
Ortstypisches Gehöft
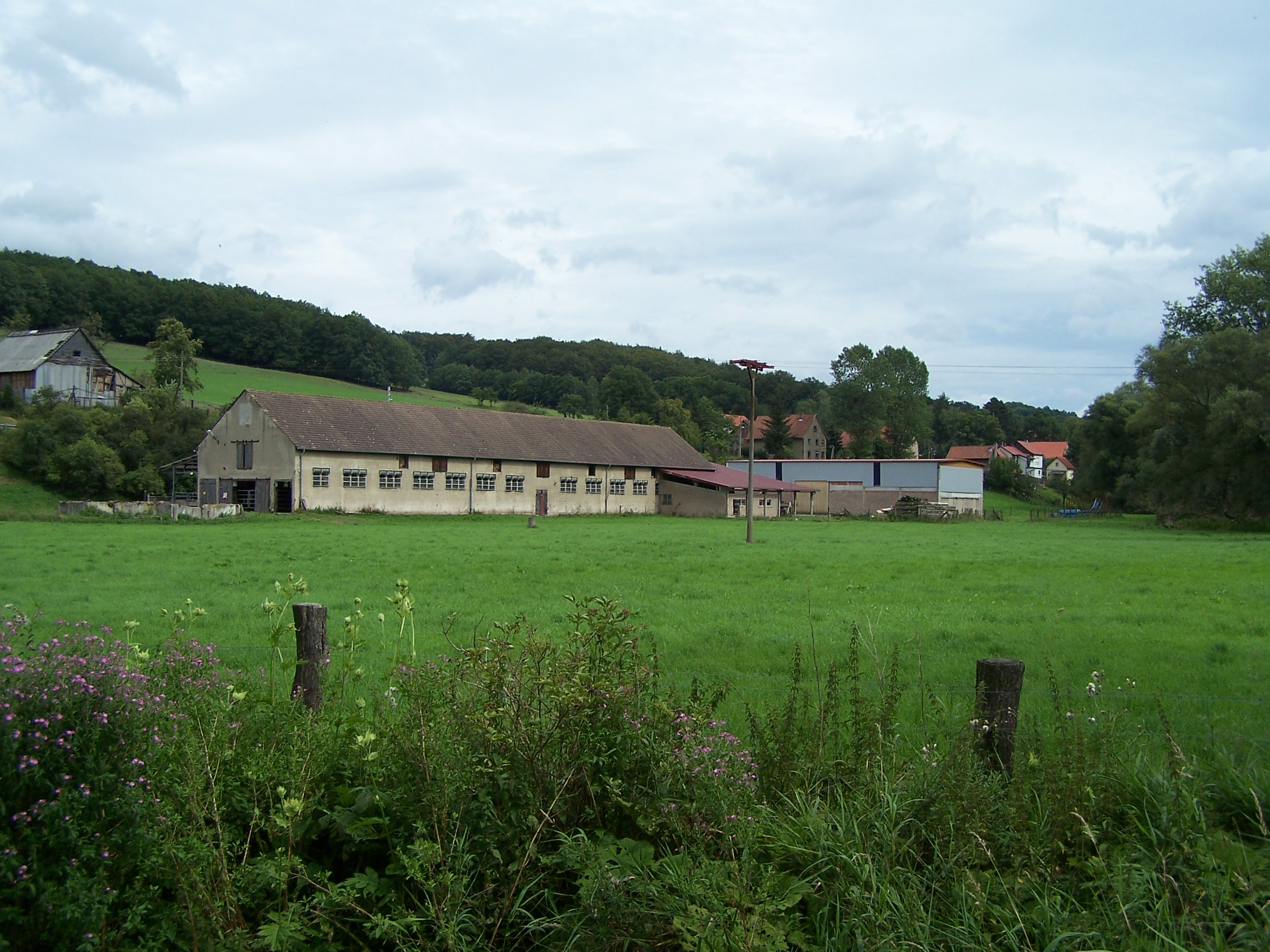
LPG jetzt privatisierter Agrarbetrieb in Kahlenberg
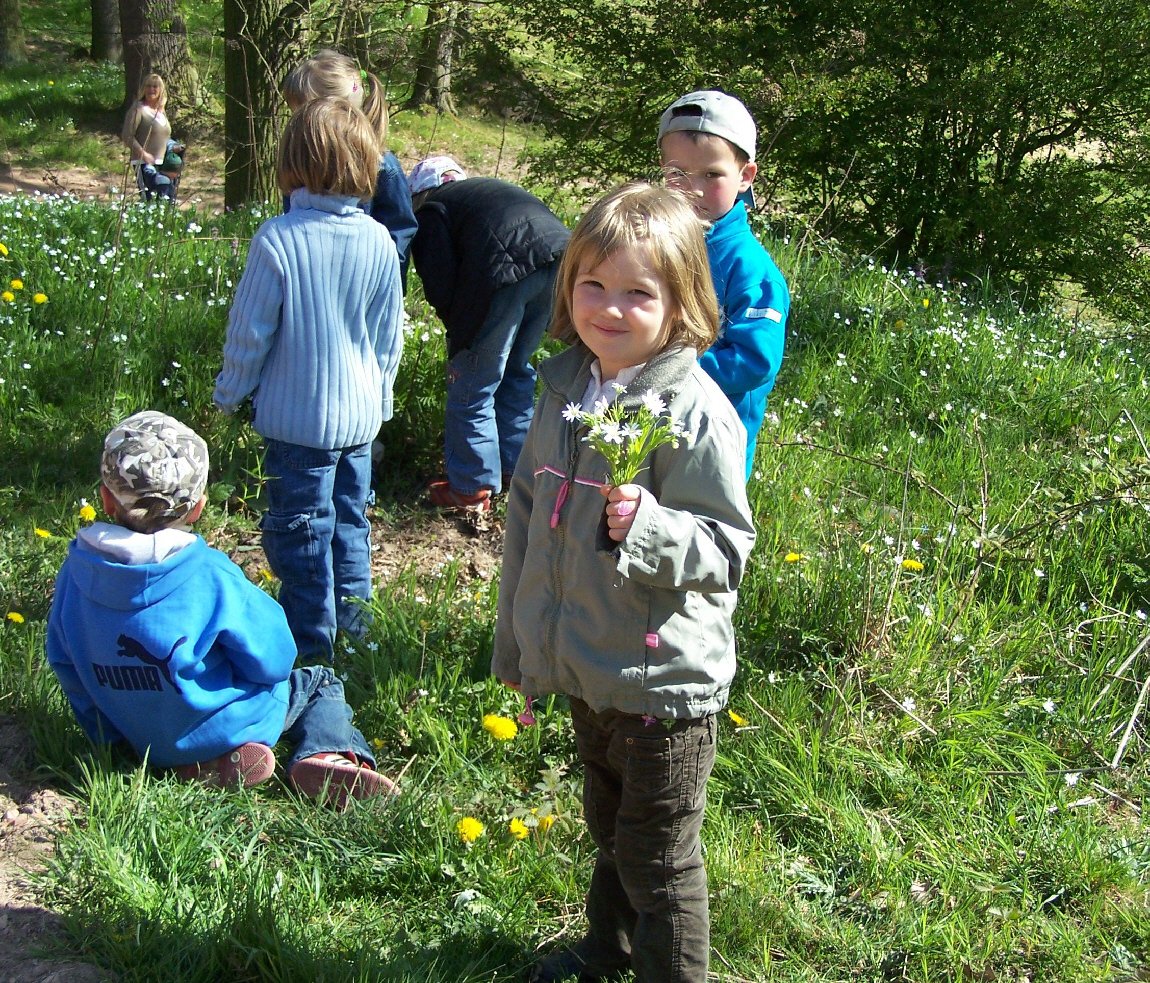
Ausflug in den Zapfengrund am Kräutersonntag